# Grey Friar
Grey Friar är en bergstopp i Storbritannien.   Den ligger i grevskapet Cumbria och riksdelen England, i den centrala delen av landet, 400 km nordväst om huvudstaden London. Toppen på Grey Friar är 770 meter över havet, eller 126 meter över den omgivande terrängen. Bredden vid basen är 1,1 km. Grey Friar ingår i Cumbrian Mountains.
Terrängen runt Grey Friar är huvudsakligen kuperad.Runt Grey Friar är det ganska tätbefolkat, med 60 invånare per kvadratkilometer. Närmaste större samhälle är Ambleside, 12,3 km öster om Grey Friar. Trakten runt Grey Friar består i huvudsak av gräsmarker.